# Campanulina elata
Campanulina elata is een hydroïdpoliepensoort uit de familie van de Campanulinidae. De wetenschappelijke naam van de soort is voor het eerst geldig gepubliceerd in 2011 door Watson.